# Rochester Cycle Manufacturing Company
Rochester Cycle Manufacturing Company war ein US-amerikanischer Hersteller von Fahrzeugen. Eine andere Quelle verwendet die Firmierung Rochester Cycle & Manufacturing Company.

## Unternehmensgeschichte
W. W. Kenfield, F. F. Wells und H. K. White gründeten 1889 das Unternehmen in Rochester im US-Bundesstaat New York. Kenfield wurde Präsident. Sie stellten ab 1891 Fahrräder der Marke Peerless her. Kenfield erhielt 1891 ein Patent und 1899 zwei weitere. 1901 begann die Produktion von Automobilen. Der Markenname lautete Rochester. Am 11. Oktober 1901 folgte die Insolvenz. Insgesamt entstanden etwa 20 Kraftfahrzeuge.
Es gab keine Verbindung zur Rochester Gasoline Carriage & Motor Company aus der gleichen Stadt, die von 1901 bis 1902 ebenfalls Automobile als Rochester anbot.

## Kraftfahrzeuge
Im Angebot standen Dampfwagen. Sie hatten einen Dampfmotor mit zwei Zylindern. Er trieb über eine Kette die Hinterachse an. Als leichter Runabout kostete das Fahrzeug 750 US-Dollar. Im Sommer kam ein Surrey für 1000 Dollar dazu.
Eine Quelle gibt an, dass der Motor von der Mason Regulator Company stammte. Die Zylinder hatten 2,5 Zoll Bohrung und 3 Zoll Hub. Umgerechnet sind das 63,5 mm Bohrung und 76,2 mm Hub. Die Motorleistung war mit 6 PS angegeben.

## Erhaltene Fahrzeuge
Im März 2009 wurde angekündigt, dass das Fountainhead Antique Auto Museum am 1. Juni 2009 in Fairbanks in Alaska eröffnen würde und einen Rochester von 1901 ausstellen würde. Nach Museumsangaben befand sich das Fahrzeug Anfang 2019 immer noch dort.
Zwei weitere Fahrzeuge sollen sich 2009 bei John Hampton in Argentinien und bei Michael Claire in kalifornischen La Habra befunden haben. Andere Quellen bestätigen Argentinien.